# Ahmed Tidiane Cissé
 (juillet 2021).
Si vous disposez d'ouvrages ou d'articles de référence ou si vous connaissez des sites web de qualité traitant du thème abordé ici, merci de compléter l'article en donnant les références utiles à sa vérifiabilité et en les liant à la section « Notes et références ».
Ahmed Tidjani Cissé, né en 1941 dans le village de Kongolia en Basse-Guinée et mort le 6 janvier 2015 au Mans en France, est un écrivain, poète, dramaturge, comédien, metteur en scène et chorégraphe guinéen. 

## Biographie
Parti de Guinée en 1962 à la sortie de prison après la révolte des élèves de la Guinée pour laquelle il était considéré comme un meneur de la grève, il a dû s'enfuir pour le Sénégal puis la  France.
À Dakar, il est devenu enseignant de philosophie, d'histoire, d'anglais, de français et d'instruction civique dans un lycée privé.
Le 19 septembre 1964, il rejoint la France par bateau avec un passeport sénégalais. Arrivé à Marseille 5 jours après, il prit le train pour arriver à Paris le 25 septembre 1964. Il rencontra Alpha Condé en 1965.
Logé à la porte de Ré à la maison de l'Afrique pendant 3 mois. Très heureux en constatant que les études étaient gratuites, il commença à chercher un travail, après trois mois inscrit à la fac de droit rue d'Assas 6e arrondissement aux éditions de Mickey Mouse comme manœuvre. Pour pouvoir travailler en tant que manœuvre, il a été obligé de mentir sur son niveau intellectuel. Après son deuxième certificat de licence de droit, il s'est inscrit à Science Po Panthéon III et a donc été dispensé de première année préparatoire.
Il obtient son diplôme, sa licence de droit, pour ensuite s'inscrire en doctorat et obtient son diplôme d'études supérieures de droit public.
Il est diplômé en droit public et en sciences politiques de l’université Panthéon-Sorbonne.  

### Parcours politique
Militant à la Fédération des étudiants d'Afrique noire en France (FEANF) qui fut la première à revendiquer l'indépendance des pays d'Afrique noire.
Il vécut 25 ans d'exil en France puis retourna en Guinée en 1984 pour une rentrée définitive en 1991.
Plusieurs fois député à l’assemblée nationale, il a été nommé ministre de la Culture et du Patrimoine historique en 2010 sous la présidence d'Alpha Condé jusqu'à son décès.

### Parcours artistique
Après cette période, il décida d'arrêter les études étant attiré par la culture, il créa une troupe et commença à ouvrir des écoles de danse et de théâtre tout en écrivant des poèmes et des pièces de théâtre. Son premier recueil fut Poèmes et pleurs et sa 1re pièce Maudit soit Cham.

## Vie privée
Ahmed Tidjani Cissé était marié et père de 5 fils dont Fodé Cissé, Alioune Badara Cissé, Babacar Cissé, Mamadi Alex Cissé et Amara Alkaly Minata Cissé.

## Ouvrages
- 1990: Au nom du peuple
- 2006: Naby Yoro le Géant de Matakan aux éditions Gandal
- 2016: Maudit soit Cham !: Théâtre au
- 2018: Pollen et pleurs (Poésie noire)